# محمد احسان
محمد احسان (انگلیسی: Mohamed Ihsan؛ زادهٔ ۱۱ ژانویهٔ ۱۹۸۴) وزنه‌بردار اهل مصر است.